# Sam Witwer
Samuel Stewart „Sam” Witwer (ur. 20 października 1977 w Glenview, Illinois w USA) – amerykański aktor. Wystąpił w roli porucznika Crashdowna w serialu Battlestar Galactica i jako Wayne Jessup w filmie Mgła (2007). Wcielił się też w rolę Starkillera w grach Star Wars: The Force Unleashed i Star Wars: The Force Unleashed II, gdzie za pomocą techniki motion capture został też odwzorowany jego wizerunek. Podkładał również głos pod Dartha Maula w dwóch serialach animowanych z serii Gwiezdne wojny – Wojny klonów i Rebelianci oraz w filmie Han Solo: Gwiezdne wojny – historie. Absolwent Glenbrook South High School w Glenview (1996) i Juilliard School.